# Selaginella involvens
Selaginella involvens är en mosslummerväxtart som först beskrevs av Olof Swartz och som fick sitt nu gällande namn av Antoine Frédéric Spring. 
Selaginella involvens ingår i släktet mosslumrar och familjen mosslummerväxter. Utöver nominatformen finns också underarten Selaginella involvens variegata.